# تدنيس القرآن
يشير المصطلح «تدنيس القرآن» إلى إهانة القرآن - وهو الذي يعتبره المسلمون كلمة الله، بالصيغة الأصلية له باللغة العربية، من خلال تدنيس أو تشويه نسخ المصاحف. ويعتبر المسلمون إهانة القرآن بشكل متعمد كفرًا.
وأغلب المذاهب الفقهية للشريعة الإسلامية تفرض الوضوء (طقوس الاغتسال والطهارة) قبل أن يمس المسلم القرآن الكريم. ويجب أن يتعامل المسلمون بصفة دائمة مع المصاحف المطبوعة بكل تقدير وإجلال، ويمتد ذلك الأمر كذلك ليشمل أي مقتطفات من نصوص القرآن الكريم.
ويعد التخلص من المصاحف البالية أيضًا مثار قلق للمسلمين. وحيث إن القرآن لا يحتوي على طرق محددة توضح كيفية التخلص من المصاحف البالية أوراقها أو التي أصيب بمشكلات، فقد تم تبني أساليب مختلفة ومتعارضة للتخلص من تلك المصاحف في مختلف المناطق حسب الطوائف المختلفة. ووفقًا للمؤرخ الإسلامي مايكل كوك، يجب أن يتم لف القرآن في القماش ودفنه في مكان طاهر لا يمكن أن يدوسه أحد فيه أو وضعه «في مكان آمن» لا يحتمل أن تلامسه فيه النجاسة. ووفقًا لصحيفة عرب نيوز التي تصدر باللغة الإنجليزية، يحظر على المسلمين إعادة تدوير المصاحف أو تحويلها إلى لب للورق أو تمزيق المصاحف البالية أوراقها، وبدلاً من ذلك، يجب عليهم حرق أو دفن المصاحف البالية أوراقها بطريقة تعبر عن الاحترام.
ويعد احترام النصوص المكتوبة الواردة في القرآن الكريم عنصرًا هامًا من عناصر الإيمان في الإسلام. وبعض الدول تعاقب على تدنيس القرآن بالسجن (السجن مدى الحياة في باكستان، حسب البند 295-ب من القانون الجنائي) وكانت العقوبة هي الإعدام في أفغانستان والصومال وباكستان.

## أشهر الحالات

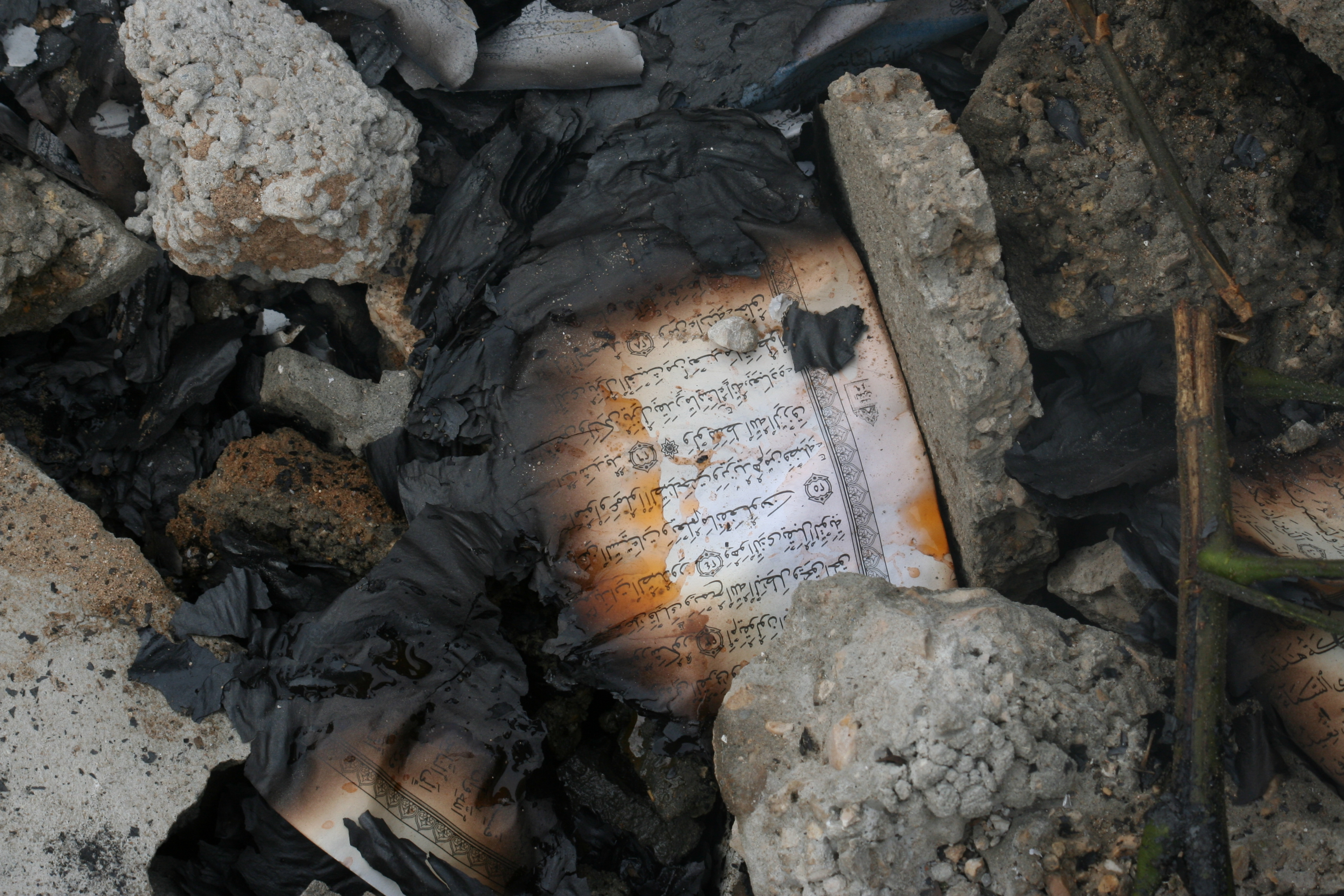
بقايا مصحف محترق.

### 2005 - جوانتانامو
في منتصف عام 2005، أثارت مزاعم بتدنيس القرآن بشكل متعمد أمام السجناء من المسلمين في معتقل جوانتانامو العسكري التابع للولايات المتحدة في كوبا جدلاً واسع النطاق، وأدت إلى إثارة أحداث شغب قام بها بعض المسلمين. وقد أكد تحقيق عسكري أمريكي وقوع أربع حالات لتدنيس القرآن من خلال موظفين أمريكيين (تم وصف حالتين منهما على أنهما «غير متعمدتين»)، بالإضافة إلى خمس عشرة حالة تدنيس على يد السجناء المسلمين.
ووفقًا لسي بي سي نيوز، «لم يعطِ البيان أي تفسير حول السبب وراء تدنيس السجناء لكتبهم المقدسة بأنفسهم.» وفي مايو من عام 2005، أدى تقرير نشر في صحيفة نيوزويك، قال إن المحققين الأمريكيين هم من قاموا بتدنيس القرآن في قاعدة جوانتانامو، إلى إثارة المزيد من الاضطرابات بين المسلمين.

### 2007 - نيجيريا
في عام 2007، تم طعن المدرسة النيجيرية المسيحية كريستيانا أولوواتوين أولوواسيسين حتى الموت بعد ادعاءات بأنها قامت بتدنيس القرآن.

### 2010/2011 - الولايات المتحدة
في عام 2010، أثار القس المسيحي تيري جونز من مركز دون للتواصل العالمي، وهي عبارة عن كنيسة في جنسيفيل، بفلوريدا، الإدانة الدولية بعد الإعلان عن خطط لحرق القرآن في ذكرى هجمات الحادي عشر من سبتمبر الإرهابية ضد الولايات المتحدة. وقد ألغى خططه في هذا الخصوص في وقت لاحق؛ ومع ذلك، في العشرين من مارس 2011، أشرف على حرق القرآن. وردًا على ذلك، ثار المسلمون في أفغانستان وتم قتل 12 شخصًا.
في الفيلم الوثائقي أكثر عائلة أمريكية مكروهة في أزمة (America's Most Hated Family in Crisis) الذي أخرجه لويس ثيرو، شرحت ميجان فيليبس من كنيسة ويستبرو المعمدانية في مقابلة أجريت معها أنهم قاموا بشكل متعمد وعلني بحرق نسخة من القرآن.

### 2012 - أفغانستان
في فبراير من عام 2012، اندلعت المظاهرات في عدد أماكن في أفغانستان حول طريقة التخلص السيئة من المصاحف في قاعدة بغرام الجوية وقد أطلق المتظاهرون صيحات «الموت لأمريكا» وقاموا بحرق أعلام أمريكية. وعلى الأقل، قتل 30 شخصًا وجرح المئات. كما تم كذلك قتل 6 جنود أمريكيين بعدما وجه أفراد من قوات الأمن القومي الأفغاني أسلحتهم ضدهم وضد المتظاهرين الأفغان.

### 2012 - بنغلاديش
في التاسع والعشرين من سبتمبر، قامت مجموعة من الإسلاميين تقدر بخمسة وعشرين ألف شخص بتخريب وحرق المعابد والأضرحة والمنازل البوذية بالإضافة إلى المعابد الهندوسية، ونجم ذلك عن تحريض نجم عن منشور بوذي عبر الفيسبوك لصورة تشير إلى تدنيس القرآن. وقد اندلع العنف في رامو أوبازيلا في منطقة كوكس بازار ثم انتشر إلى أماكن أخرى في بنغلاديش.

### حالات أخرى
تقوم المملكة العربية السعودية بإتلاف المصاحف التي يمتلكها الحجاج والتي تفتقد إلى المعايير. والأسلوب المفضل هو الحرق، من أجل تجنب تعريض الصفحات للأتربة.
وفي مارس من عام 2013، نشرت مجلة إنسباير الصادرة باللغة الإنجليزية عن تنظيم القاعدة إعلانًا مفاده «مطلوب حيًا أو ميتًا لجرائمه ضد الإسلام»، مع صورة واضحة لتيري جونز، الذي اشتهر بأحداث حرق القرآن علنًا.
وقد قالت وكالة الأخبار الإيرانية، بريس تي في، في الثامن من أبريل، عام 2013، أن تيري جونز يخطط لحدث آخر لحرق القرآن في الحادي عشر من سبتمبر، 2013.
وفي الحادي عشر من أبريل، نشرت بريس تي في تصريحات لنائب إيراني، حيث قال إن الغرب يجب أن يوقف هذا الحدث وحذر قائلاً إن «هذه الحركة الكافرة سوف تؤدي إلى حدوث نوبة عارمة من الغضب لا يمكن السيطرة عليها بين 1.6 بليون شخص من المسلمين في مختلف أرجاء العالم».
وفي باكستان، أشعل المتظاهرون النيران في العلم الأمريكي وفي تمثال للقس الأمريكي تيري جونز، في إدانة منهم للخطة التي كان مزمع القيام بها في الحادي عشر من سبتمبر، حسب مقال نشر في الرابع عشر من أبريل 2013 في مجلة ذا نيشن.وفي ديسمبر 2023 أقرّ البرلمان الدنماركي قانونًا يحظر "المعاملة غير اللائقة" للنصوص الدينية ويحظر عمليًا إحراق المصحف بعد عدة حوادث خلال الصيف.

## وصلات خارجية
- Afghan protest over 'burnt Koran', BBC, 25 October 2009.